# Dom przy ul. Żeromskiego 3 w Nowej Rudzie
Dom przy ul. Żeromskiego 3 w Nowej Rudzie – wybudowany w Nowej Rudzie.

## Historia
Żydowska Szkoła Powszechna im. Szołema Alejchema w budynku przy  ul. Żeromskiego 3 istniała w latach 1946–1947. W 1946 r. do tej szkoły uczęszczało 26 dzieci, które uczyło dwoje nauczycieli. Podobna szkoła  z wykładowym językiem hebrajskim działała w Ludwikowicach Kłodzkich, gdzie uczyło się 120 uczniów. Natomiast bursa dla uczniów przy Miejskim Komitecie Żydowskim w Nowej Rudzie miała siedzibę  w budynku przy ul. Kłodzkiej 7/9 (obecnie ul. Niepodległości klatka 7 i 9).
Do końca lat 50. XX w. przy ul. Żeromskiego 3 mieściła się szkoła z wykładowym językiem niemieckim. We wrześniu 1958 roku w tym budynku została utworzona Szkoła Powszechna nr 5. W kolejnych latach Szkoła Podstawowa nr 5. Szkoła Specjalna zainaugurowała działalność w 1974 r. a jako Zespół Szkół Specjalnych funkcjonowała w latach 1999–2010. W roku 1999 weszła reforma oświaty przekształcająca ustrój tej instytucji. Po 2010 r. budynek mieszkalny.